# تانغ فاي
تانغ فاي (بالإنجليزية: Tang Fei)‏ (و. 1932 – م) هو سياسي تايواني.
وهو عضو في الكومينتانغ .